# Ingrid Timková
Ingrid Timková (* 17. Januar 1967 in Sečovce, Tschechoslowakei) ist eine slowakische Schauspielerin.

## Leben
Ingrid Timková wurde 1967 in Sečovce im slowakischen Teil der damaligen Tschechoslowakei geboren. Sie besuchte das Gymnasium in Trebišov und wurde später in der Akademie der Darstellenden Künste (VŠMU) in Bratislava aufgenommen. 1990 wurde sie dort Mitglied in der Schauspielabteilung des Slowakischen Nationaltheaters (Slovenské národné divadlo), wo sie vor allem dramatische Charaktere verkörpert. Später führte sie am Stadttheater in Bratislava auch Regie. Sie wurde 2005 mit dem Dosky Award ausgezeichnet, für ihre Rolle der Königin der Nacht in dem Stück Der Ignorant und der Wahnsinnige von Thomas Bernhard. 2006 wurde sie mit dem Krištáľové krídlo („Flügel aus Kristall“) in der Kategorie Theater und audiovisuelle Kunst ausgezeichnet.
Ab Ende der 1980er Jahre übernahm sie kleinere Rollen in Fernsehserien. Als Filmschauspielerin machte sie sich Anfang in den 1990er Jahren einen Namen, als sie für ihre Darstellung in dem Film Andel milosrdenství mit dem Magnolia Award ausgezeichnet wurde und eine Nominierung für den Český lev („Böhmischer Löwe“) als Beste Hauptdarstellerin erhielt. 2005 wurde sie für ihre Rolle in dem Film Horem pádem erneut für den Český lev nominiert, dieses Mal als Beste Nebendarstellerin. Zu weiteren Filmen, in denen sie mitwirkte, zählen unter anderem Let There Be Light.
Ingrid Timková ist lebt in Bratislava und versucht, sich ihre Privatsphäre zu bewahren. Sie ist dafür bekannt, sich Rollen in endlosen Telenovelas zu verweigern und offen ihre Meinung zu äußern. Interviews für Lifestyle-Magazine würde sie meist ablehnen und an gesellschaftlichen Anlässen praktisch nicht teilnehmen. Auch habe sie einige Auszeichnungen nicht persönlich entgegengenommen. Neben ihrem Engagement am Slowakischen Nationaltheater lehrt sie an der VŠMU Schauspiel.

## Filmografie
- 1994: Andel milosrdenství
- 2004: Horem pádem
- 2019: Let There Be Light
- 2025: Perla